# Розґард
Розґард (пол. Rozgard, нім. Königlich Roßgarth) — село в Польщі, у гміні Ринськ Вомбжезького повіту Куявсько-Поморського воєводства.